# Szwajcaria Italska

Flaga kantonu Ticino (Szwajcarii Italskiej)

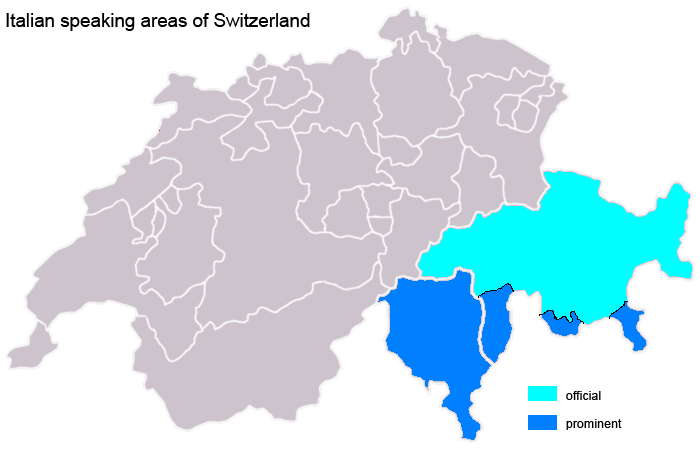
Obszar przeważania języka włoskiego w Szwajcarii.

Szwajcaria Italska (wł.: Svizzera italiana) – włoskojęzyczny region w południowej części Szwajcarii, przy granicy z Włochami (Lombardia), zamieszkany przez Szwajcarów włoskojęzycznych. Głównym miastem regionu jest Bellinzona. Szwajcaria Italska mieści i pokrywa się w granicach Ticino, na który składają się kantony już nieistniejące: Bellinzona i Lugano. Językami regionalnymi na tym obszarze są: szwajcarski włoski, tessyński i romański.